# Matica srpska u Republici Srpskoj
Matica srpska u Republici Srpskoj, właśc. Matica srpska — Društvo članova u Republici Srpskoj, cyr. Матица српска у Републици Српској – organizacja (matica) z siedzibą w Banja Luce.

## Historia
Stowarzyszenie zostało założone 7 lipca 2010 podczas spotkania, które odbyło się w Banja Luce. Zakres działalności regulowany jest przez statut, który określa podstawowe cele, zadania i działania organizacji. Członkiem organizacji może być każdy obywatel Republiki Serbskiej, który zgodnie ze statutem włączy się w jej działalność. Stowarzyszenie nawiązuje do działalności organizacji Matica srpska, która powstała w 1826 roku, a większość członków było wcześniej jej członkami.
Prezesem Towarzystwa jest Mladen Šukalo (stan na 2018 r.).

## Zadania
Głównym zadaniem organizacji jest pielęgnowanie języka serbskiego i literatury, a także życia kulturalnego narodu serbskiego, bez względu na to, w których krajach mieszkają jego członkowie. Inne zadania to:
- prowadzenie badań naukowych i działalności wydawniczej[1]
- pomaganie w przeprowadzaniu i koordynowaniu badań naukowych, zwłaszcza z zakresu nauk humanistycznych i społecznych[1]
- realizacja projektów interdyscyplinarnych z zakresu nauk społecznych i przyrodniczych, literatury i języka, a także sztuki[1]
- promowanie i rozwijanie  współpracy z instytucjami i osobami w kraju i za granicą[1]